# QX
QX (abreviación de Queer Xtra) es una revista mensual editada en Suecia y centrada en temas LGBTQI, especialmente sobre sociedad, entretenimiento y cultura. La edición en papel es un periódico gratuito, pero QX también está disponible como revista en línea y es uno de los medios LGBT más grandes de la región.
La revista se distribuye gratuitamente principalmente en Estocolmo, Gotemburgo, Malmö/Lund, Uppsala y Copenhague. La circulación controlada por RS para 2006 fue de 30 200 copias por mes. Se publican doce números por año.

## Historia
QX comenzó como un apéndice del periódico Reporter en febrero de 1995. Reporter, que fue publicado por la Fundación Triángulo Rosa (en sueco: Stiftelsen Rosa Triangeln) desde 1986, quebró en junio de 1995 y en agosto del mismo año, Polcop AB (más tarde rebautizada como QX Förlag AB) se inició por iniciativa de Jon Voss. La compañía publicó el primer número de QX como un periódico independiente y gratuito en octubre de 1995.
Desde 1999 y de manera anual, la revista organiza los Premios Gaygalan, donde se entregan galardones a las personas homo/bi del año después de que los lectores hayan votado por diferentes candidatos en las diferentes categorías. En 2004, la gala se transmitió por primera vez en SVT cuando se celebró en Hamburger Börs con Annika Lantz como anfitriona. QX también administraba la franquicia de Míster Gay Suecia y posee un patrocinio con la Agencia del Orgullo de Estocolmo.
En 1997 fue lanzado el sitio web de la revista (qx.se) y en el verano de 2000 QX abrió un sistema de chat en su sitio web destinado a que los lectores pudieran interactuar entre ellos; dicho sitio se convirtió en 2001 en Qruiser, que reunió a más de 100 000 usuarios y estuvo activo hasta el 31 de marzo de 2025.
En 2004, el primer número de la revista en papel QX Danmark se publicó en Copenhague con Jens Jørgen Madsen como editor en jefe. La revista se publicó en un total de cinco números antes de ser descontinuada en 2006.